# Elena di Bulgaria
Elena di Bulgaria, in bulgaro Елена Българска?, in serbo Јелена?, (XIV secolo – XIV secolo), è stata una nobile bulgara, regina consorte dei Serbi.

## Biografia
Figlia di Sratsimir di Kran e Keratsa Petritsa e sorella dello zar Ivan Alessandro di Bulgaria, nobildonna bulgara, il giorno di Pasqua, 19 aprile 1332, sposò il re Stefano Uroš IV Dušan di Serbia. Il matrimonio fece parte del trattato di pace fra la Bulgaria e la Serbia. Dall'unione nacquero Stefano Uroš V, Teodora, che sposò il sultano ottomano Orhan, e forse un'altra figlia chiamata Irina o Irene. Secondo lo storico John V. A. Fine, sarebbe la stessa "Irene" che sposò Gregorio Preljub, il governatore serbo della Tessaglia e che morì alla fine del 1355 o agli inizi del 1356. Essi furono i genitori di Thomas II Preljubović, sovrano dell'Epiro dal 1367 al 1384. Irene sposò in seconde nozze Radoslav Hlapen, signore di Kastoria ed Edessa.
Elena visse nella Repubblica di Venezia nel 1350 e fu reggente di Serbia nel periodo 1355-1356. Alla morte del marito, ereditò parte del territorio della Bulgaria fra il basso Vardar e il Mesta. Ricevette inoltre la penisola calcidica, instaurando la sua corte a Serres. Nel 1359 divenne suora acquisendo il nome di Elisaveta, anche se continuò a svolgere un ruolo attivo in politica.